# Грудина Григорій Омелянович
Григорій Омелянович Грудина (? — †?) — начальник дивізії Дієвої армії УНР.
Закінчив військове училище (1909), вийшов підпоручиком до 43-го піхотного Охотського полку, у складі якого брав участь у Першій світовій війні. Був нагороджений орденом Святого Георгія IV ступеня (20 листопада 1915 р., за бій 10 жовтня 1914 р.). Останнє звання у російській армії — підполковник.
Наприкінці 1917 р. — навесні 1918 р. — в. о. командира 43-го піхотного Охотського полку. З 10 вересня 1918 р. — помічник командира 26-го пішого Козелецького полку Армії Української Держави. З 15 грудня 1918 р. — начальник 9-ї пішої дивізії військ Директорії, згодом — Дієвої армії УНР. З 5 вересня 1919 р. — начальник 4-ї Сірожупанної дивізії Дієвої армії УНР.
2 жовтня 1919 р. перейшов до білих. У складі Збройних Сил Півдня Росії та Російської армії П. Врангеля очолював окремий український партизанський загін. Зник безвісти під час одного з партизанських рейдів на Херсонщині навесні 1920 р.